# Adrasto de Afrodisias
Adrasto de Afrodisias fue un filósofo peripatético griego de mitad del siglo II. Suya es la autoría de un tratado citado por Simplicio de Cilicia y por Aquiles Tacio sobre la disposición de los escritos de Aristóteles y su sistema de filosofía. Algunos de sus comentarios sobre el Timeo de Platón también fueron citados por Porfirio; y sobre las Categorías de Aristóteles, por Galeno, a pesar de que ninguno de ellos haya llegado hasta nuestros días.